# ジャーロ (映画)
『ジャーロ』（Giallo）は、2009年のアメリカ・イタリア映画。

## ストーリー
イタリアのミラノでは美しい外国人女性を誘拐して拷問し、切り刻む連続殺人事件が起こっていた。あるとき、スチュワーデスのリンダ（エマニュエル・セニエ）とその妹のファッションモデルのセリーヌ（エルサ・パタキー）が休暇のために訪れたところ、セリーヌが消えてしまう。心配したリンダが地元警察に駆け込むと、猟奇殺人事件捜査を専門としているエンツォ警部（エイドリアン・ブロディ）が現れ、一連の事件とつながりがあると考え、捜査を始める。

## キャスト
- エンツォ警部: エイドリアン・ブロディ
- リンダ: エマニュエル・セニエ
- セリーヌ: エルサ・パタキー
- シルヴィア・スプロス
- ロバート・ミアノ
- ルイス・モルテーニ

## 映像ソフト
- ジャーロ　DVD　廃盤

規格品番：BIBF-8030
発売日：2011年05月03日
発売元：株式会社ハピネット
販売元：株式会社ハピネット